# Pospolicenie nazw marketingowych

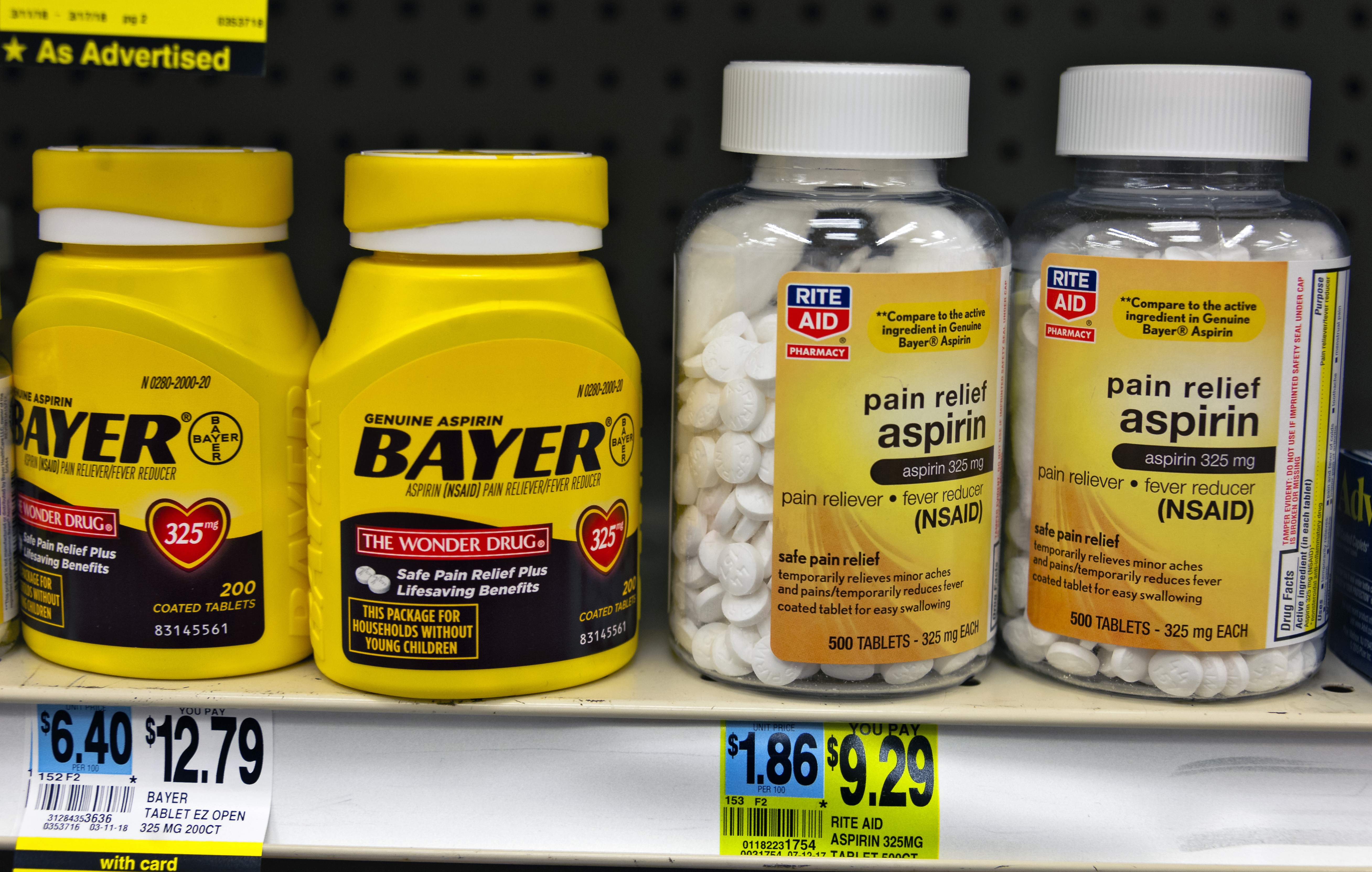
Oryginalna aspiryna firmy Bayer obok leku innego przedsiębiorstwa, które również może używać tej nazwy, ponieważ w Stanach Zjednoczonych znak towarowy uległ degeneracji. Jest tam też oficjalnie zaadaptowaną nazwą kwasu acetylosalicylowego

Pospolicenie nazw marketingowych – proces stopniowego przekształcania się nazw własnych produktu lub firmy w pospolite, używane jako synonimy nazw całej grupy produktów danego typu, np. rowery, adidasy, czy pampersy; szczególny przypadek apelatywizacji. Zjawisko to zachodzi przeważnie w odniesieniu do marek, które mają dominującą pozycję na rynku lub są prekursorami jakichś produktów. Konsekwencją może być jednak utrata rynkowej tożsamości przez taką markę i degeneracja znaku towarowego.

## Przykłady w języku polskim

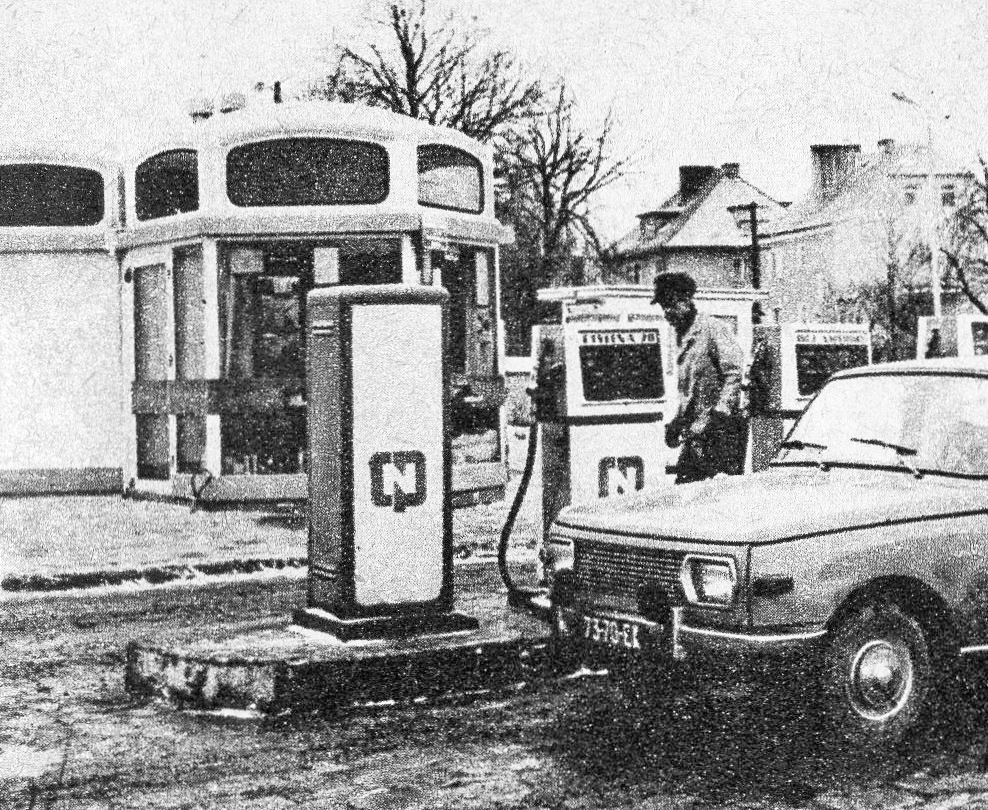
„Cepeen” (stacja benzynowa, 1972 rok). Na dystrybutorze widoczne logo Centrali Produktów Naftowych

- adidasy – buty sportowe, od niemieckiej firmy Adidas[5]
- akwalung – aparat tlenowy, nazwa zastrzeżona przez przedsiębiorstwo U.S. Divers[6]
- aspiryna – lek przeciwbólowy, od leku Aspirin przedsiębiorstwa Bayer AG[3]
- bedeker – przewodnik turystyczny, od niemieckiego wydawnictwa Baedeker[7]
- boszka – szlifierka kątowa, od niemieckiej firmy Bosch[4], także fleksa od firmy Flex[8] oraz diaks od zniekształconej nazwy Biax[9]
- cannon – w zależności od branży nazwa różnych typów złącz elektrycznych (przede wszystkim XLR, D-Sub), od nazwy producenta ITT Cannon[10]
- cepeen – stacja benzynowa, od skrótu nieistniejącej obecnie Centrali Produktów Naftowych[11] (p. również kiosk ruchu)
- cola – rodzaj słodkiego napoju gazowanego, od nazwy Coca-Cola[12]
- depakina – kwas walproinowy i walproinian sodu, od nazwy leku przeciwpadaczkowego Depakine Chrono przedsiębiorstw Inpharm i Sanofi-Aventis,
- dyktafon – urządzenie do nagrywania dźwięku, od amerykańskiego przedsiębiorstwa Dictaphone[13]
- dżip – samochód terenowy, od amerykańskiej firmy Jeep[5] (p. również gazik)
- elektroluks – regionalne potoczne określenie odkurzacza, od szwedzkiej firmy Electrolux[12]
- eros – przestarzale prezerwatywa, od nazwy prezerwatyw dostępnych w PRL
- eternit – azbestowo-cementowy materiał budowlany, od produktów austriackiego przedsiębiorstwa Eternit-Werke[14]
- excalibur – limuzyna ślubna w stylu neoklasycznym, od amerykańskiej firmy Excalibur Automobile[15]
- farelka – termowentylator, od firmy polskiego przedsiębiorstwa Farel[16]
- flamaster – gruby pisak, zniekształcona nazwa amerykańskich produktów Flo-Master[17]
- freon – grupa związków chemicznych dawniej wykorzystywanych jako czynnik chłodniczy, nazwa zastrzeżona przez przedsiębiorstwo DuPont[18]
- frisbee – latający dysk, nazwa zastrzeżona przez przedsiębiorstwo Wham-O[19]
- frużelina – owoce w żelu, od zastrzeżonej nazwy produktów polskiego przedsiębiorstwa Prospona[20]
- gazik – samochód terenowy, od nazwy serii radzieckich pojazdów GAZ-64 – GAZ-69 (p. również dżip)
- geberit – spłuczka podtynkowa, od nazwy szwajcarskiego koncernu Geberit[21]
- googlować – wyszukiwać w Internecie, od wyszukiwarki Google[22]
- heroina – była firmowa nazwa produktu Bayer AG[23]
- hula-hoop – koło do zabawy, nazwa zastrzeżona przez przedsiębiorstwo Wham-O[19]
- igelit – miękki polichlorek winylu, od nazwy produktu niemieckiego przedsiębiorstwa IG Farben[24]
- imbus – klucz o przekroju sześciokąta, od nazwy Innensechskantschraube Bauer und Schaurte, w skrócie INBUS, później przekształcone w imbus[25]
- jacuzzi – wanna z hydromasażem, od produktów firmy Jacuzzi[26]
- junkers – dawne określenie piecyka gazowego, od firmy niemieckiego przedsiębiorstwa Junkers[12]
- kärcher – potocznie myjka ciśnieniowa, od nazwy niemieckiego przedsiębiorstwa Kärcher[27][5]; nazwa najczęściej wymawiana jest błędnie na sposób francuski albo angielski
- karimata – piankowa mata, od nazwy produktu Karrimat brytyjskiego przedsiębiorstwa Karrimor[28]
- klakson – sygnał dźwiękowy w pojazdach, od nazwy Klaxon zastrzeżonej przez amerykańskie przedsiębiorstwo General Motors[29]
- komandor – szafa wbudowana, najczęściej z drzwiami przesuwnymi; od nazwy przedsiębiorstwa Komandor, które w latach 90. opanowało znaczną część polskiego rynku takich szaf; również ‘komandorki’ – okucia meblowe służące do trwałego łączenia pod kątem prostym płyt, z jakich zbudowany jest mebel (niekoniecznie „komandor”)
- ksero – urządzenie do kopiowania dokumentów, od nazwy amerykańskiego przedsiębiorstwa Xerox[12]
- kulman – pochylany blat do wykonywania rysunków technicznych, od nazwy niemieckiego przedsiębiorstwa Kuhlmann; również błędnie pulman
- landrynka – twardy cukierek, od rosyjskiej fabryki cukierków Fiodora Łandrina[30]
- linoleum – wykładzina podłogowa, pierwotnie zastrzeżony znak towarowy Linoleum Manufacturing Company[31]
- loupedeck – konsola do profesjonalnej edycji zdjęć (od nazwy firmowej),
- lycra – elastyczne włókno syntetyczne, nazwa zastrzeżona przez przedsiębiorstwo DuPont[32]
- maggi – rodzaj przyprawy w płynie, od firmy szwajcarskiego przedsiębiorstwa Maggi[5]
- meleks – wózek elektryczny, od firmy polskiego przedsiębiorstwa Melex[5][33]
- neska – kawa rozpuszczalna, od kawy Nescafé przedsiębiorstwa Nestlé[34]
- nida – płyta gipsowo-kartonowa, od nazwy jednego z producentów, Dolina Nidy
- paczkomat – automatyczna skrytka pocztowa, zastrzeżony znak towarowy polskiego przedsiębiorstwa InPost[35]
- pampers – pieluszka jednorazowa, od firmy amerykańskiego przedsiębiorstwa Pampers[5]
- patefon – urządzenie do mechanicznego odtwarzania dźwięku, od urządzenia Pathéphone francuskiej firmy Pathé Frères[36]
- pendrive – pamięć USB, w Polsce nazwany od produktów tajwańskiego przedsiębiorstwa Add On Technology[37]
- pepegi – popularna dawniej nazwa tenisówek, od skróconej nazwy Polskiego Przemysłu Gumowego[38]
- pleksiglas (lub pleksi) – szkło akrylowe, nazwa zastrzeżona przez niemieckie przedsiębiorstwo Evonik Röhm GmbH[39]
- polar – syntetyczna dzianina, od materiału Polartec produkowanego przez amerykańskie przedsiębiorstwo Malden Mills[40]
- polar – marka pulsometrów, która w pewnym okresie utożsamiana była z wszystkimi urządzeniami tego typu. Obecnie przy pojawieniu się silnej konkurencji (Garmin) marka ta uwolniła się od zjawiska pospolicenia.
- polaroid – aparat do błyskawicznego wywoływania zdjęć, od produktów amerykańskiego przedsiębiorstwa Polaroid Corporation[5]
- polbruk (lub pozbruk) – betonowa kostka brukowa, od nazw popularnych krajowych producentów Polbruk i Poz Bruk
- prompter – wyświetlacz tekstu, od nazwy amerykańskiego przedsiębiorstwa TelePrompTer[41]
- prysznic – od nazwiska Vincenza Prießnitza, popularyzatora hydroterapii[42]
- ptasie mleczko – pianki w czekoladowej polewie, od produktów firmy E. Wedel[5]
- pulman – wagon sypialny lub inny o podwyższonym standardzie, od amerykańskiego przemysłowca George’a Pullmana i jego firmy (p. również kulman)
- ratrak – pojazd do przygotowywania tras narciarskich, od nazwy nieistniejącego już szwajcarskiego przedsiębiorstwa Ratrac[43][44]
- rolba – maszyna do odświeżania lodu, od nazwy dawniej aktywnego w branży, szwajcarskiego importera – Rolba AG[45]
- rower – jednoślad napędzany siłą mięśni, od brytyjskiej firmy Rover Company[5]
- ruch, również kiosk ruchu – kiosk, ostatnio częściej miniaturowy sklepik, zajmujący się sprzedażą gazet, papierosów, biletów i innych drobnych przedmiotów, od nazwy państwowego przedsiębiorstwa „Prasa-Książka-Ruch”, mającego monopol na prowadzenie takich kiosków w czasach komunizmu (p. również cepeen)
- skocz – taśma klejąca, od marki Scotch amerykańskiego przedsiębiorstwa 3M[46]
- taser – paralizator elektryczny, od produktów przedsiębiorstwa Taser International[47]
- teflon – nieprzywierający materiał, nazwa zastrzeżona przez przedsiębiorstwo DuPont[48]
- telegazeta – tekst odbierany za pomocą telewizora, od handlowej nazwy teletekstu TVP[49]
- termos – pojemnik utrzymujący temperaturę, od niemieckiej firmy Thermos GmbH[50]
- toi toi – przenośna ubikacja, od niemieckiego przedsiębiorstwa Toi Toi, obecnie należącego do grupy ADCO[51]
- trampolina – przyrząd gimnastyczny, pierwotnie nazwa handlowa przedsiębiorstwa Griswold-Nissen Trampoline & Tumbling Company[52]
- vegeta – mieszanka przypraw i warzyw, od produktów chorwackiego przedsiębiorstwa Podravka[5][53]
- walkman – przenośny odtwarzacz kaset, nazwa zastrzeżona przez przedsiębiorstwo Sony[5]
- wazelina – mazista substancja użytkowa, od firmy przedsiębiorstwa Vaseline[54]
- webasto – system ogrzewania postojowego w pojeździe, od niemieckiej firmy Webasto; również błędnie dewasto[55]
- wek, wekować – słoik ze szklanym wieczkiem, również konserwować żywność z użyciem takiego słoja (niekiedy słoja dowolnego typu z hermetycznym zamknięciem), od J. Wecka
- wenflon – elastyczna kaniula dożylna, od Venflon – zastrzeżonej nazwy wyrobu firmy Becton Dickinson[56]
- wibram – gumowa, żłobkowana podeszwa buta, od włoskiej firmy Vibram[57]
- żyletka – ostrze do golenia, od spolszczonej nazwy firmy Gillette[1]

## Skutki
Pospolicenie jest reklamą dla marki, ale niesie też za sobą wiele negatywnych skutków. Taka marka może utracić swoją unikatową tożsamość i zastrzeżony znak towarowy. Dlatego wiele przedsiębiorstw stara się przeciwdziałać zjawisku wchodzenia ich znaków towarowych do języka potocznego. Przykładowo przedsiębiorstwo Google zniechęca do używania słowa googlować jako synonimu wyszukiwania w Internecie. Niektóre przedsiębiorstwa starają się uświadomić klientów poprzez reklamy, jak na przykład Bayer AG, która w swoich kampaniach przekonywała, że prawdziwa aspiryna to tylko ta ich produkcji. Natomiast nazwa termos upowszechniła się do tego stopnia, że przedsiębiorstwu Thermos GmbH nie udało się ochronić znaku towarowego.